# Бардуго, Ли
Ли Бардуго (англ. Leigh Bardugo; род. 6 апреля 1975, Иерусалим, Израиль) — американская писательница, автор фэнтези-бестселлеров «Тень и кость» и «Шестёрка воронов», которые были проданы тиражом более 2,5 миллионов экземпляров и переведены на 38 языков. Дебютный роман «Тень и кость» был опубликован издательством Macmillan в 2012 году.

## Биография
Ли Бардуго родилась в 1975 году в Иерусалиме, после переехала в Лос-Анджелес, где воспитывалась бабушкой и дедушкой. В 1997 году получила диплом Йельского университета по специальности «Английский язык». До публикации своего первого романа придумывала трейлеры к фильмам, а также работала визажистом в Голливуде. К писательству ее подтолкнула семейная драма: смерть отца и тяжелый развод. Также у писательницы есть собственная музыкальная группа — Captain Automatic.

В книге «Шестерка Воронов» (англ. Six of Crows) в разделе «Благодарности» писательница заявляет, что чувствует родство с персонажем Казом Бреккером, так как страдает заболеванием «остеонекроз», из-за чего так же, как и он, испытывает сложности с ходьбой.
У меня прогрессирующее заболевание под названием остеонекроз. По сути, это слово переводится как «смерть костей», что звучит довольно готично и романтично, но на самом деле означает, что каждый мой шаг отдает болью, и иногда мне приходится ходить с тростью. Я не случайно решила создать главного героя, который страдает от похожих симптомов, и часто чувствовала, что мы с Казом вместе хромаем по этой дорожке.

## Литературная карьера
Дебютный роман Бардуго «Тень и Кость» (англ. Shadow and Bone), первая книга трилогии «Гриши», был опубликован в 2012 году. Роман переносит читателя в магический мир некогда великой страны Равки, ныне раздробленной гражданской войной. С этой книги начинается история гришей — людей с магическими способностями. Роман занял 8-е место в списке бестселлеров New York Times для детей. В 2013 и 2014 годах издательство Macmillan опубликовало продолжение: романы «Штурм и Буря» (англ. Siege and Storm) и «Крах и Восход» (англ. Ruin and Rising).
В 2016 году Бардуго пишет новый роман о таинственных гришах — «Шестерка Воронов» (англ. Six of Crows), действие книги происходит в том же мире, но переносится в Керчию, в город Кеттердам и рассказывает историю шестерых «потерянных и отчаянных» героев: бывшего заключенного, выдающегося стрелка с игровой зависимостью, беглеца из высшего общества, шпионки, девушки-гриша и гениального вора, которым предстоит совершить дерзкое похищение. Годом позже издательство Macmillan выпускает продолжение истории — роман «Продажное Королевство» (англ. Crooked Kingdom). В 2019 году Бардуго возвращается к вселенной Гришей и пишет роман «Король шрамов» (англ. King of Scars), действие которого разворачивается примерно спустя полгода после событий романов о Воронах. В центре повествования оказывается король Равки Николай Ланцов, любимый персонаж Бардуго.
В 2017 году в издательстве Penguin Random House выходит роман «Чудо-женщина. Вестница войны» (англ. Wonder Woman: Warbringer) — новеллизация известных комиксов вселенной DC.
В 2019 году Бардуго пишет свой первый роман для взрослых — «Девятый дом» (англ. Ninth House) о тайных обществах Йеля, в свойственной автору мрачной и мистической манере. В России роман должен выйти в 2020 году. Книгу отметил известный американский писатель Стивен Кинг, назвав её «Гарри Поттером для взрослых».
Книги Ли Бардуго вышли в более чем 50 странах.

### Гришаверс
- 2012 — «Тень и Кость» (англ. Shadow and Bone)
- 2013 — «Штурм и Буря» (англ. Siege and Storm)
- 2014 — «Крах и Восход» (англ. Ruin and Rising)
- 2016 — «Шестерка Воронов» (англ. Six of Crows)
- 2017 — «Продажное Королевство» (англ. Crooked Kingdom)
- 2019 — «Король шрамов» (англ. King of Scars)
- 2021 — «Правление волков» (англ. Rule of Wolves)

### Самостоятельные произведения
- 2017 — «Язык шипов» (англ. The Language of Thorns. Midnight Tales and Dangerous Magic)
- 2017 — «Чудо-женщина. Вестница войны» (англ. Wonder Woman: Warbringer)
- 2019 - «Девятый Дом»
- 2022 — «Жизнь святых» (англ.  The life of the saints)
- 2023 - « Одержимый»

## Экранизации
В январе 2019 года Netflix анонсировал съемки сериала, основанного на романах «Тень и Кость» и «Шестерка Воронов». Режиссером картины выступил Ли Толанд Кригер. Главные роли исполнили Бен Барнс (Генерал Кириган/Дарклинг), Фредди Картер (Каз Бреккер), Джесси Мей Ли (Алина Старкова), Арчи Рено (Мальен Оретцев), Амита Суман (Инеж Гафа), Суджая Дасгупта (Зоя Назяленская), Даниэль Галлиган (Нина Зеник), Дэйзи Хэд (Женя Сафина), Саймон Сирс (Иван). Съемки сериала проходили в Будапеште и завершились в феврале 2020 года. Первая из восьми серий первого сезона вышла 23 апреля 2021 года. В числе создателей сериала — сценарист Эрик Хайссерер («Прибытие») и исполнительный продюсер Шон Леви («Очень странные дела»).
В конце 2019 года Amazon Studios выкупила права на экранизацию романа «Девятый дом». Бардуго выступит в качестве исполнительного продюсера сериала.
В 2022 году в Будапеште стартовали съёмки второго сезона сериала «Тень и Кость».